# 迫山1号墳
迫山1号墳（さこやまいちごうふん）は、広島県福山市神辺町湯野にある古墳。形状は円墳。迫山古墳群を構成する古墳の1つ。広島県指定史跡に指定され（指定名称は「迫山第一号古墳」）、出土品は広島県指定重要文化財に指定されている。

## 概要
広島県東部、神辺平野北縁の丘陵において、平野を望む丘陵尾根先端の山腹に築造された古墳である。一帯に分布する迫山古墳群12基のうちでは最大規模になる。1983・1986年（昭和58・61年）に発掘調査が実施されている。
墳丘は版築によって構築される。墳形は円形で、直径21.5メートル・高さ5メートルを測る。墳丘の北面・西面では浅い周溝が認められるほか、石室前面の両側の墳裾には列石を据える。埋葬施設は片袖式の横穴式石室であり、南東方向に開口する。石室全長11.6メートルを測る大型石室であり、石室内からは環頭大刀・銀象嵌大刀などの多数の副葬品が出土している。
築造時期は、古墳時代後期の6世紀末頃と推定される。特に環頭大刀の出土は全国でも限られており、畿内ヤマト王権との密接な関係のもと神辺平野東部地域では最有力となる古墳として注目される。また眼下の大宮遺跡では大型建物群が検出されており、本古墳の被葬者の拠点集落になると推測される。
古墳域は1986年（昭和61年）に広島県指定史跡に指定され、出土品は1987年（昭和62年）に広島県指定重要文化財に指定されている。

## 遺跡歴
- 平安時代末頃、石室内の乱掘[1]。
- 1983年（昭和58年）、発掘調査、副葬品出土（神辺町教育委員会、1984年に概要報告）[1]。
- 1986年（昭和61年）、発掘調査（神辺町教育委員会、1987年に概要報告）[1]。
- 1986年（昭和61年）11月25日、広島県指定史跡に指定[2]。
- 1987年（昭和62年）3月30日、出土品が広島県指定重要文化財に指定[4]。

## 埋葬施設

石室俯瞰図

石室展開図

埋葬施設としては片袖式横穴式石室が構築されており、南東方向に開口する。石室の規模は次の通り。
- 石室全長：11.6メートル
- 玄室：長さ6.2メートル、高さ2.8メートル、幅2.5メートル
- 羨道：入り口幅2メートル

石室は二子塚古墳（福山市駅家町中島）にも匹敵する巨大石室であり、玄室内空間容積としては44.8立方メートルで広島県内第2位、玄室床面積としては16.0平方メートルで広島県内第3位の規模になる。

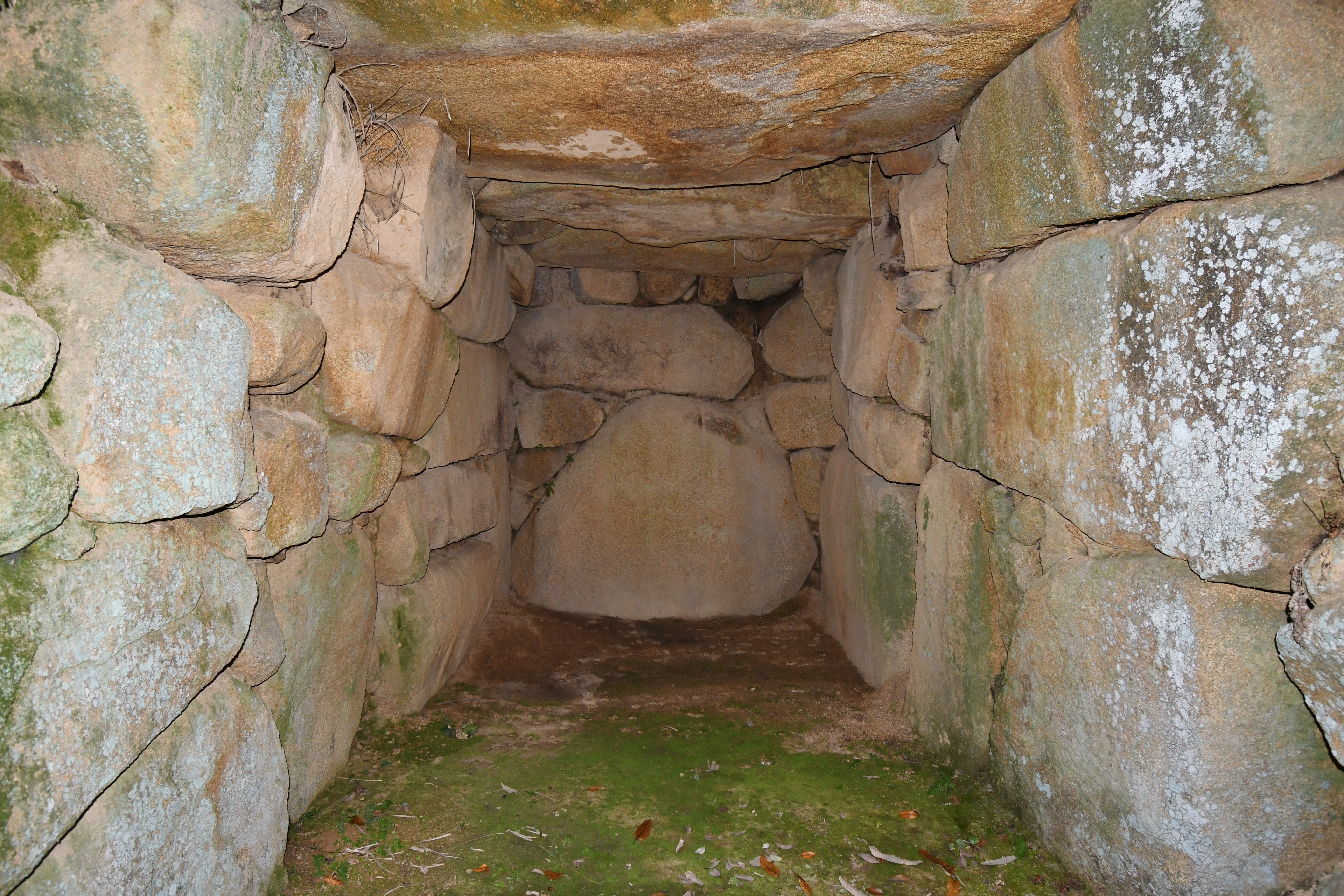
玄室（奥壁方向）
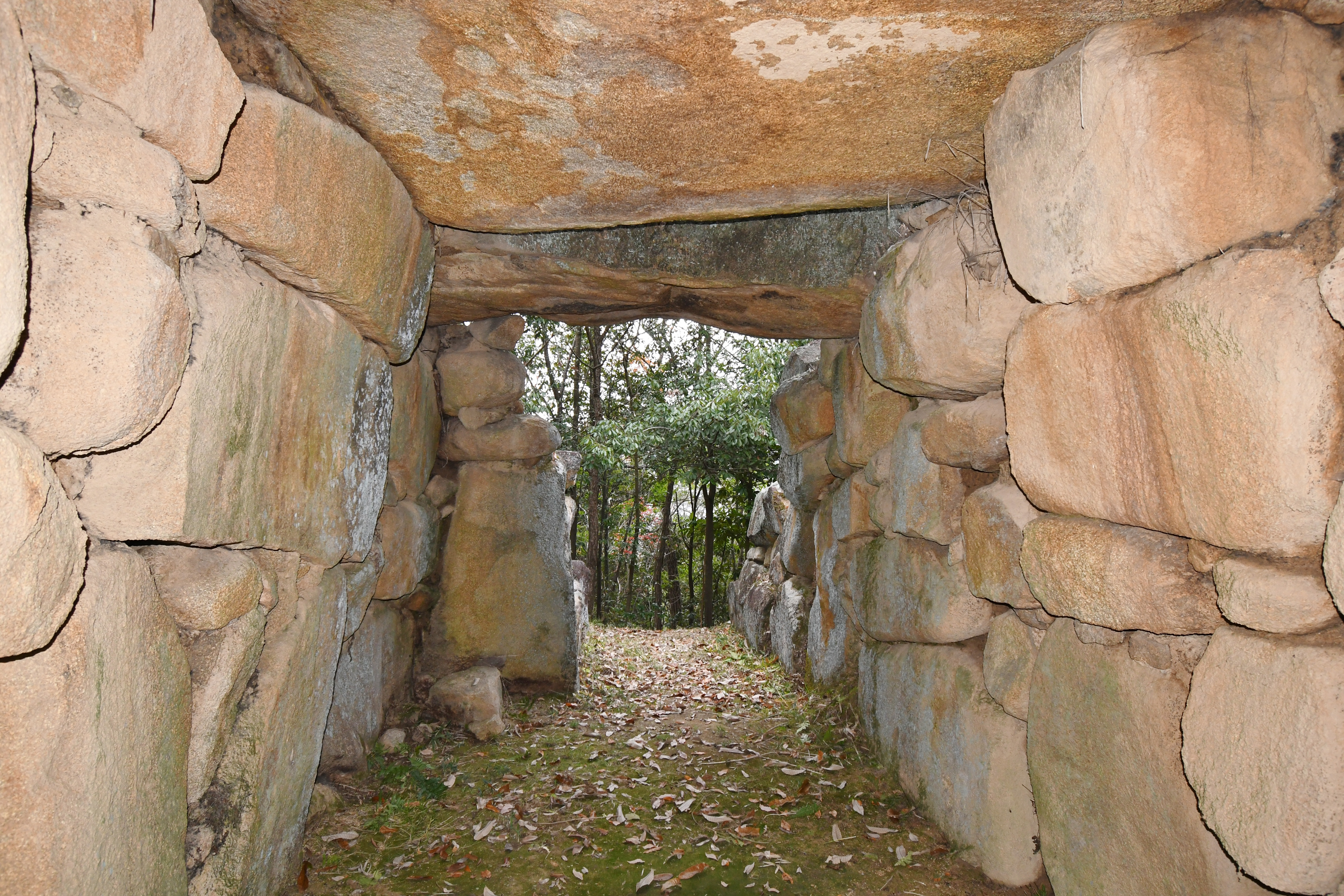
玄室（開口部方向）
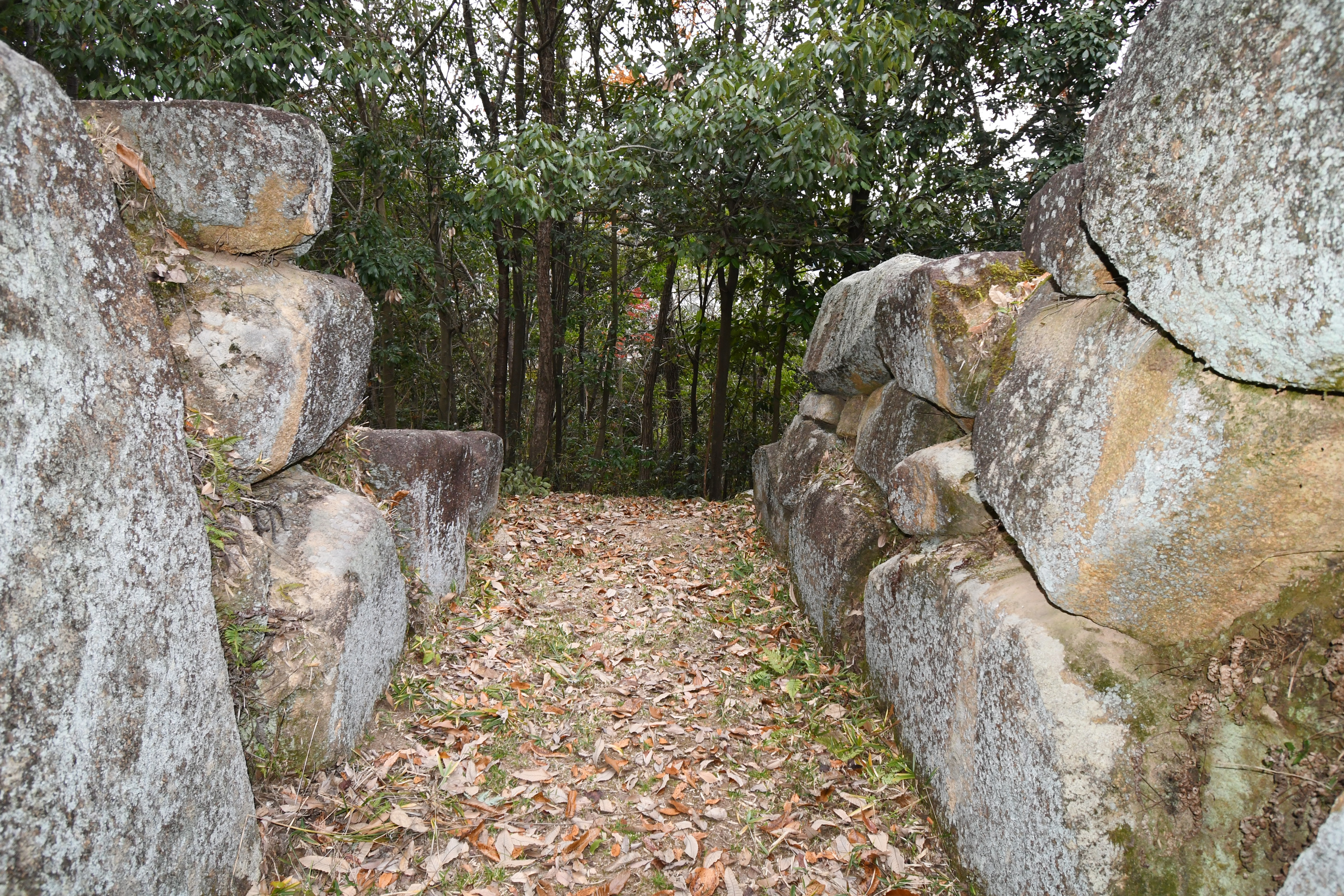
羨道（開口部方向）
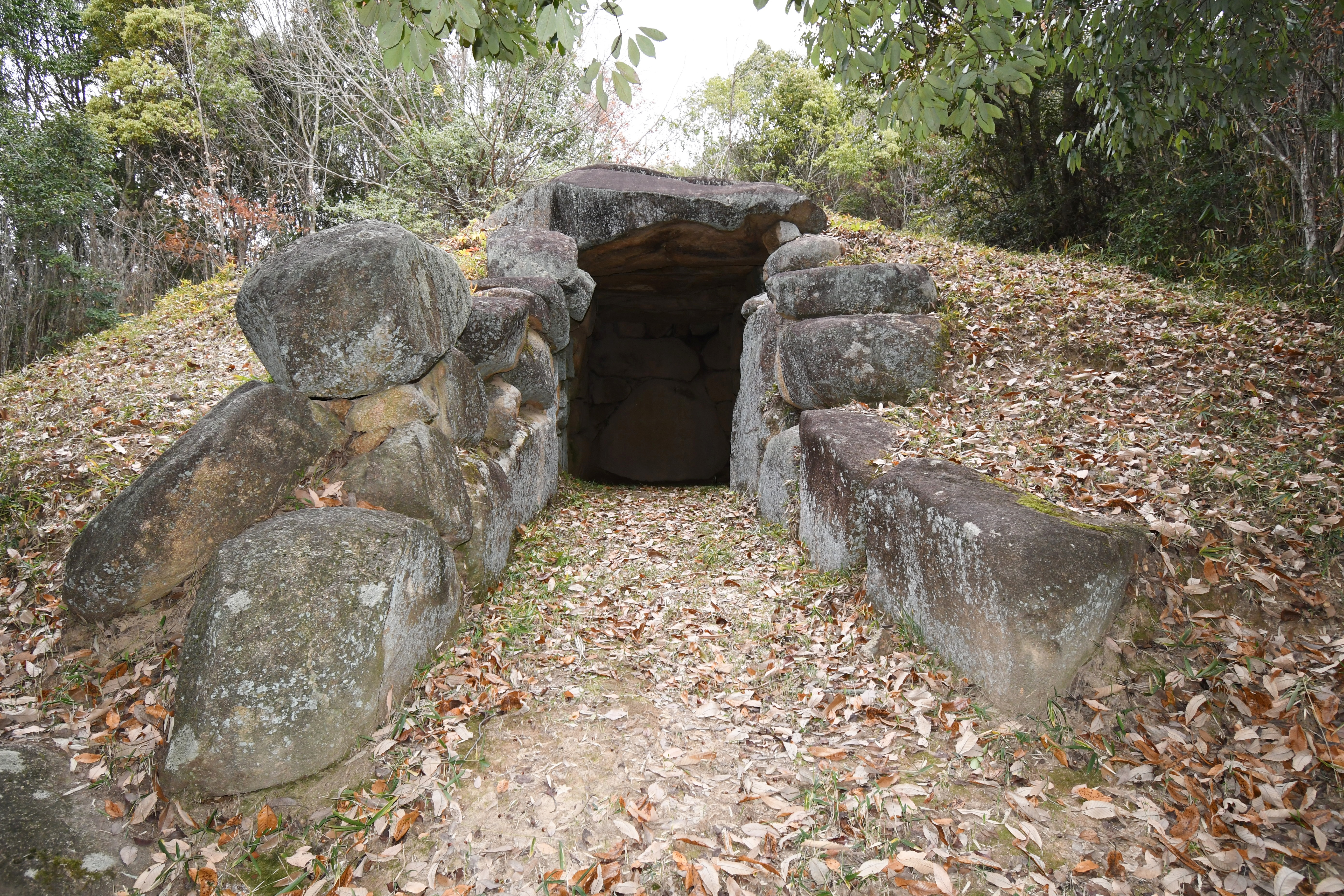
開口部

## 出土品
石室内から出土した副葬品は次の通り。
- 武器
  - 単鳳環頭大刀 1
  - 銀象嵌大刀 1
  - 鉄刀 1
  - 鉄鏃 20
- 馬具
  - 鉸具 2
- 装身具
  - 耳環 8
  - 切子玉 2
  - 勾玉 1
  - 管玉 12
  - 棗玉 1
  - ガラス製小玉 7
  - 土製練玉 210
- 土器
  - 須恵器 5
  - 土師器 3

## 関連施設
- 福山市神辺歴史民俗資料館（福山市神辺町川北） - 迫山1号墳の出土品を保管・展示。

## 文化財

### 広島県指定文化財
- 重要文化財（有形文化財）
  - 迫山第一号古墳出土品 274点（考古資料） - 1987年（昭和62年）3月30日指定[4]。
- 史跡
  - 迫山第一号古墳 - 1986年（昭和61年）11月25日指定[2]。

## 関連文献
（記事執筆に使用していない関連文献）
- 『神辺町埋蔵文化財調査報告3（迫山第1号古墳発掘調査概報 御領遺跡発掘調査概報）』神辺町教育委員会、1984年。
- 『神辺町埋蔵文化財調査報告7（迫山第1号古墳発掘調査概報 御領遺跡発掘調査概報）』神辺町教育委員会、1987年。